# Elisa Caffont
Elisa Caffont (Belluno, 17 de febrero de 1999) es una deportista italiana que compite en snowboard. Ganó una medalla de oro en el Campeonato Mundial de Snowboard de 2025, en la prueba de eslalon paralelo mixto.

## Medallero internacional
| Campeonato Mundial | Campeonato Mundial | Campeonato Mundial | Campeonato Mundial     |
| Año                | Lugar              | Medalla            | Prueba                 |
| ------------------ | ------------------ | ------------------ | ---------------------- |
| 2025               | Engadina (Suiza)   | Medalla de oro     | Eslalon paralelo mixto |